# ジュネス☆プリンセス
ジュネス☆プリンセス は、日本の芸能プロダクションである株式会社ジュネスに所属するタレントで結成された5人組の女性アイドルグループ。「現在進行形 成長期型姪っ子アイドル」をコンセプトとし、キャッチコピーは 『ちょっと目を離すと、あっという間に成長してしまうぞっ！』

## 略歴

### 2013年
- 11月 - ニコニコ生放送及びテレビ東京系で放送されていた「ドリームクリエイター」の企画で選ばれ、ワンクールのみ（実際にはワンクールにも満たない2013年5月4日～7月7日の64日間）活動したワンクールアイドル「閃光花火」のメンバー16人のうち姫川、五十嵐、関谷、杉本の4人に、同番組に「ドリームプリンセス」の一人として出演していた中嶋を加え結成され、同月23日のイベント「ウタ娘」定期ライブ（会場:赤坂GENKI劇場）にて初お目見え[1]。

### 2014年
- 1月13日 - 1stシングル『キミにSE・NO・BI』正式発売[2]。
- 2月23日 - 2ndシングル『はぁ～とTick☆Tickウェディング』リリース。同日、初のリリースイベントを開催。
- 3月 - 2期メンバー募集開始[3]
- 6月20日 - 3rdシングル『Shiny Stone』ライブ動画公開[4]。
- 7月6日 - 「アイドル横丁 夏まつり!!〜2014〜」に出演
- 8月9日 - 初主催ライブ「生涯青春ライブvol.1」にて2期メンバー初ステージ。
- 10月13日 - ダブルAサイドマキシシングル『LIFE IS THE GAME / Shiny Stone』リリース。
- 12月13日 - 初のワンマンライブ（会場：渋谷チェルシーホテル）を開催[5]。
- 12月27日 - ミスiDフェスに出演。

### 2015年
- 2月1日 - 代アニライブステーションで姫川風子・杉本優羽の合同生誕イベントを開催。これを機に生誕イベントが解禁。
- 4月5日 - 主催ライブ「生涯青春ライブvol.7」において「『Shiny Stone』ジュネプリ限定バージョン」を100枚限定で会場販売。
- 4月11日 - 「ジュネスプリンセスneo」として活動していた2期メンバーが第3回定期公演で「neoカルドラガッツェ」としてスピンオフ。
- 5月4日 - 主催ライブ＆ワンマンライブ「生涯青春ライブSP 2〜ジュネプリさん飛躍のセカンドワンマンですよ〜」（会場：渋谷Glad）を開催[6]。同時に、同年7月に3曲入り新シングル「放課後リップス/DSK序曲/Roll The Dice」を全国リリースすることを発表。
- 6月19日～ - 「DSK序曲」リリースに関連してミニライブ＆特典会などのインストアイベントを実施。
- 7月15日 - 初の全国流通（タワーレコード限定）シングル『DSK序曲』を発売。同日東京池袋のニコニコ本社 B2F イベントスペースでリリース記念リリースパーティイベントを開催。
- 8月2日 - TOKYO IDOL FESTIVALの「ミスiDステージ」に出演[7]。
- 8月28日 - ネオカルドラガッツェから高橋那月と冨田麗が仕事を進めるうえでの方向性の違いから脱退すると同時に、ユニットとしても活動休止することが発表。

### 2016年
- 1月31日 「ジュネス☆プリンセス3rdワンマンライブ」（会場：原宿アストロホール）を開催[8]。
- 6月27日 - オフィシャルブログにて、メンバー各々が発展的なステップを踏む為としてこの日を持って解散する事を発表[9]し、グループは解散した。

## メンバー
| 名前 （よみ）                  | 愛称       | イメージカラー | プロフィール                                                                                | 備考                         |
| ------------------------------ | ---------- | -------------- | ------------------------------------------------------------------------------------------- | ---------------------------- |
| 姫川風子 （ひめかわ ふうこ）   | ひめにゃん | ピンク         | 1999年1月30日（26歳） 特技:クラシックバレエ、社交ダンス、ピアノ、ヒップホップ、新体操、声楽 | ミスiD2016ファイナリスト     |
| 五十嵐彩伽 （いがらし あやか） | あーみん   | 橙             | 2001年7月9日（24歳） 千葉県出身、 特技:ヒップホップ、水泳、歌                               | リーダー                     |
| 中嶋春陽 （なかじま はるひ）   | ハルちゃん | 青             | 1999年4月17日（26歳） 神奈川県出身、 特技:イラストを書く、百人一首(競技かるた)              | ミスiD2015 大郷剛賞・Tomad賞 |
| 関谷樹愛瑠 （せきや じゅえる） | じゅえる   | 赤             | 2001年9月7日（23歳） 東京都出身、 特技:ヒップホップ、フラダンス、水泳、暗記                 |                              |
| 杉本優羽 （すぎもと ゆう）     | ゆうちゃん | 緑             | 2000年2月1日（25歳） 神奈川県出身、 特技:歌・ダンス・トロンボーン・スキー                   |                              |

### neoカルドラガッツェ
2014年3月にジュネス☆プリンセス2期メンバーとして募集が告知され、8月9日に「ジュネス☆プリンセスneo」としてお披露目された。「ジュネス☆プリンセス」としてのパフォーマンスに合流するのではなく単体のユニットとしてライブなどの活動をする場合が多く、翌年2015年4月には「neoカルドラガッツェ」に改称。同年9月に高橋と冨田が脱退し、現在は活動を一時休止している。
メンバー
- 鈴木媛子（すずきひめこ） : 愛称ちめこ、2000年1月7日（25歳）、千葉県出身[16]現在はアイドルグループbuGGに所属している。

- 松本美貴（まつもとみき） : 愛称みきっと、2003年5月9日（22歳）、埼玉県出身[17]

旧メンバー
- 高橋那月（たかはしなつき） : 愛称なっちゃん、2002年8月26日（22歳）、埼玉県出身[18]
- 冨田麗（とみたうらら） : 愛称うーたん、2001年9月17日（23歳）、東京都出身[19]

## 作品

### シングル
|                 | リリース日    | タイトル                            | カップリング                         | 作詞・作曲 | 規格品番 |
| --------------- | ------------- | ----------------------------------- | ------------------------------------ | --- | -------- |
| 1st             | 2014年1月13日 | 『キミにSE・NO・BI』                |                                      | 作詞:斯波まや、作曲:倉田涼                                                                                              | JP-0001  |
| 2nd             | 2月23日       | 『はぁ～とTick☆Tickウェディング』   |                                      | 作詞:斯波まや、作曲:倉田涼                                                                                              | JP-0002  |
| 3rd / 4th       | 10月13日      | 『LIFE IS THE GAME』                | 「Shiny Stone」（※両A面シングル）    | Shiny Stone - 作詞:斯波まや、作曲:綿貫佳明 LIFE IS THE GAME - 作詞:TKD、作曲:綿貫佳明                                   | JP-0003  |
| (限定盤)        | 2015年4月5日  | 『Shiny Stone』ジュネプリバージョン |                                      | | -        |
| 5th / 6th / 7th | 7月15日       | 『DSK序曲』                         | 「放課後リップス」 「Roll The Dice」 | DSK序曲 - 作詞:TKD、作曲:綿貫佳明 放課後リップス - 作詞:斯波まや、作曲:Rik"K"u Roll The Dice - 作詞:o-ant、作曲:Rik"K"u | JP-0004  |